# Réserve naturelle Carmen-Lavoie
La Réserve naturelle Carmen-Lavoie est un aire protégée située dans la partie 3 du rang XII du cadastre de la Paroisse de Saint-Mathieu-du-Parc, de la ville de Shawinigan, dans la région administrative de la Mauricie, au Québec, au Canada.
Cette réserve naturelle couvre 2,54 hectares.
Créer en 2010, la mission de cette réserve est de protéger la tortue des bois du bassin de la rivière Shawinigan. Cette réserve bénéficie d'une reconnaissance perpétuelle par le Gouvernement du Québec.

## Géographie
Couvrant 2,54 hectares, cette réserve naturelle est située du côté nord-ouest sur le bord du lac Bellemare, à Saint-Mathieu-du-Parc, en Mauricie.

## Toponymie
Le toponyme de cette réserve naturelle a été proposé par les copropriétaires de l'aire protégée. Cette désignation évoque la mémoire de leur grand-mère, Carmen Lavoie (Roberval, 1923 – Trois-Rivières, 1974). Cette mère de famille couvait un rêve d'établir sa famille près du lac Bellemare, située en pleine campagne. Au début des années 1970, sa famille s'engagea à concrétiser son projet, en acquérant une propriété a été acquise près du lac Bellemare.